# Czarnobylski Gaj
Czarnobylski Gaj (lit. Gojus) – wieś na Litwie, w okręgu wileńskim, w rejonie wileńskim, w gminie Pogiry.

## Historia
W dwudziestoleciu międzywojennym trzy zaścianki leżące w Polsce, w województwie wileńskim, w powiecie wileńsko-trockim, w gminie Troki. W 1931 miejscowość liczyła:
- Czarnobylski Gaj I – 18 mieszkańców, zamieszkałych w 3 budynkach,
- Czarnobylski Gaj II – 16 mieszkańców, zamieszkałych w 4 budynkach,
- Czarnobylski Gaj III – 31 mieszkańców, zamieszkałych w 6 budynkach[1].

Po II wojnie światowej w granicach Związku Sowieckiego. Od 1991 na niepodległej Litwie.